# 第23SS武装山岳師団
第23SS武装山岳師団 カマ（クロアチア第2）（独: 23. Waffen-Gebirgs-Division der SS „Kama“ (kroatische Nr. 2)）は武装親衛隊の師団である。
1944年1月、師団は編成され、5月28日、ナチス・ドイツ総統アドルフ・ヒトラーはボスニアにおける赤軍パルチザン掃討活動で第13SS武装山岳師団「ハンジャール」（クロアチア第1）が限定的ながら成功を収めたため、ボスニアを根拠地とした第2の武装親衛隊師団を編成する正式な許可を与えた。最初、部隊はボスニアで編成され、訓練を行うことになっていたが、カール＝グスタフ・ザウバーツヴァイク（de:Karl-Gustav Sauberzweig）親衛隊中将のアドバイスを受けた親衛隊全国指導者ハインリヒ・ヒムラーの命令によりハンガリー南部で編成、訓練を行うよう命令した。ザウバーツヴァイクはウスタシャが干渉すると信じており、また、共産系パルチザンにより新兵の士気を蝕むことも恐れていた。新師団へ将兵の支援を行い、第28連隊連隊長、ヘルムート・ライテル（de:Helmuth Raithel）を新師団の師団長にするようハンジャールへ命令が下された。
9月24日、ヒムラーはハンジャールへ所属することになっていた2,000名の徴集兵を新師団へ所属させるよう命令した。しかし、ソビエト赤軍がハンガリー南部へ進撃したため、この作業は遅れ、将兵は急遽、戦線に送られた。後に戦場に放り込まれた彼等が出生地であるボスニアに戻されなかったため、10月17日、ボシュニャク人は反乱を起こし、義務を放棄し始めた。結局、師団は1944年10月31日、正式に解散された。
一部将兵はとどまったが、11月、第13SS武装山岳師団の所属となった。

## 師団長
| 着任          | 離任          | 階級（当時）   | 氏名                                      |
| ------------- | ------------- | -------------- | ----------------------------------------- |
| 1944年6月1日  | 1944年9月28日 | 親衛隊大佐     | ヘルムート・ライテル （Hellmuth Raithel） |
| 1944年9月28日 | 1944年10月1日 | 親衛隊上級大佐 | グスタフ・ロンバルト (de:Gustav Lombard)  |

## 文献
- Stein, G (1966) 'The Waffen SS: Hitler's Elite Guard at War 1939-1945.' Cornell Uni. Press, London.
- Lepre, George 1997), 'Himmler's Bosnian Division: The Waffen-SS Handschar Divsion 1943-1945. Schiffer Military History, Algen, P.A.